# Mistrzostwa Europy w Lekkoatletyce 1966 – rzut oszczepem kobiet

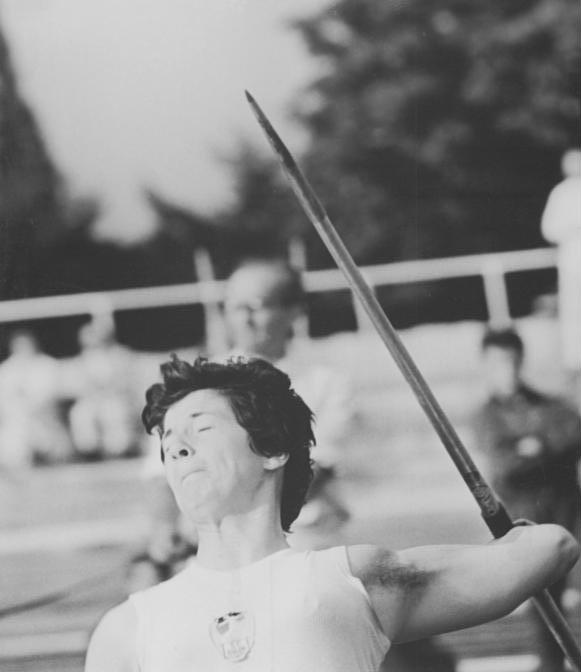
Marion Lüttge

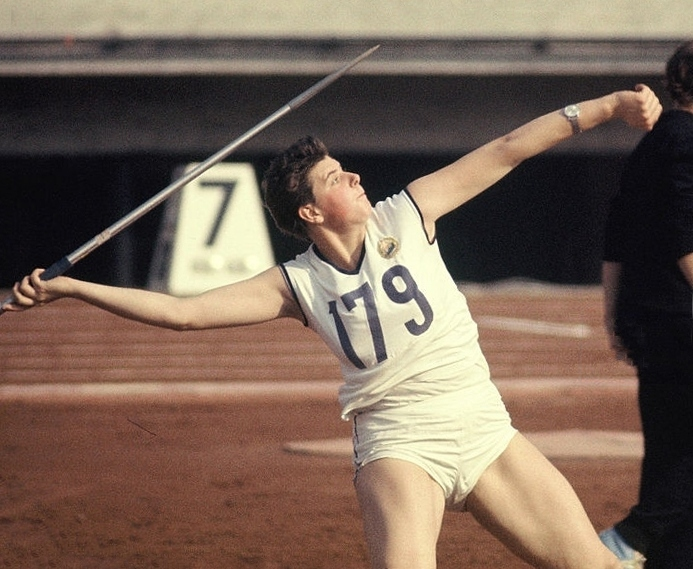
Mihaela Peneș

Rzut oszczepem kobiet był jedną z konkurencji rozgrywanych podczas VIII Mistrzostw Europy w Budapeszcie. Kwalifikacje zostały rozegrane 2 września, a finał 3 września 1966. Zwyciężczynią tej konkurencji została reprezentantka NRD Marion Lüttge. W rywalizacji wzięło udział szesnaście zawodniczek z ośmiu reprezentacji.

## Rekordy
| Rekord świata     | Jelena Gorczakowa (SUN) | 62,40 | Tokio, Japonia     | 16.10.1964 |
| Rekord Europy     | Jelena Gorczakowa (SUN) | 62,40 | Tokio, Japonia     | 16.10.1964 |
| Rekord mistrzostw | Dana Zátopková (CSK)    | 56,02 | Sztokholm, Szwecja | 22.08.1958 |

## Wyniki

### Kwalifikacje
| Miejsce | Zawodniczka        | Wynik | Uwagi |
| ------- | ------------------ | ----- | ----- |
| 1       | Marion Lüttge      | 59,70 | Q CR  |
| 2       | Márta Rudas        | 57,72 | Q     |
| 3       | Walentyna Popowa   | 55,30 | Q     |
| 4       | Mihaela Peneș      | 55,02 | Q     |
| 5       | Ameli Koloska      | 53,04 | Q     |
| 6       | Eva Egger          | 52,12 | Q     |
| 7       | Jelena Gorczakowa  | 52,08 | Q     |
| 8       | Elvīra Ozoliņa     | 51,34 | Q     |
| 9       | Erika Strasser     | 50,68 | Q     |
| 10      | Daniela Tarkowska  | 50,58 | Q     |
| 11      | Gertrud Schönauer  | 50,52 | Q     |
| 12      | Nataša Urbančič    | 49,74 | Q     |
| 13      | Ágnes Radnai       | 49,34 |       |
| 14      | Anneliese Gerhards | 49,26 |       |
| 15      | Angéla Ránky       | 49,14 |       |
| 16      | Marilena Ciurea    | 46,82 |       |

### Finał
| Miejsce | Zawodniczka       | Wynik |
| ------- | ----------------- | ----- |
| 1       | Marion Lüttge     | 58,74 |
| 2       | Mihaela Peneș     | 56,94 |
| 3       | Walentyna Popowa  | 56,70 |
| 4       | Jelena Gorczakowa | 55,96 |
| 5       | Elvīra Ozoliņa    | 55,52 |
| 6       | Márta Rudas       | 54,30 |
| 7       | Daniela Tarkowska | 49,70 |
| 8       | Erika Strasser    | 49,26 |
| 9       | Gertrud Schönauer | 48,56 |
| 10      | Eva Egger         | 48,54 |
| 11      | Ameli Koloska     | 47,90 |
| –       | Nataša Urbančič   | NM    |